# 嵐を呼ぶ男
『嵐を呼ぶ男』（あらしをよぶおとこ）は、1957年・1966年・1983年に公開された日本映画。ドラマーの男性と芸能マネージャーの女性の恋および、男性の挫折が描かれる。
特に1957年の石原裕次郎主演版は、石原の代表作に数えられており、石原自身が歌った主題歌は62万枚のヒットを記録した。1966年版は渡哲也が、1983年版は近藤真彦が主演した。

## 1957年版
1957年12月28日公開。カラー、シネマスコープ(冒頭「日活スコープ」と表示)、100分。

### ストーリー（1957年版）
東京・銀座。ナイトクラブの専属ジャズバンド「福島慎介とシックスジョーカーズ」が人気を博していた。ある夜、音楽大学の学生・国分英次がクラブを訪ね、バンドのマネージャーで慎介の妹・福島美弥子に、ドラマーとして自身の兄・国分正一を売り込むが、バンドにはすでに人気ドラマーのチャーリー・桜田が在籍していた。ある夜、チャーリーが急に無断で仕事を休んだため、美弥子は正一を呼ぶために英次に連絡を取る。正一は喧嘩騒ぎを起こして留置場に入っていた。美弥子が身元引受人になり、ステージに出して評判を得る。実はチャーリーは酔客相手の演奏に嫌気が差し、商売敵の芸能プロモーター・持永の事務所の引き抜きに応じていた。
チャーリーがバンドを脱退したため、美弥子は正一をバンドに正式加入させ、練習のため自宅に住まわせる。音楽評論家の左京徹は正一に「美弥子との仲を取り持ってくれるなら正一を宣伝する」と持ちかけ、正一は応じる。左京は約束通りテレビで正一を持ち上げ、正一とチャーリーのドラムス対決公演を提案する。しかし公演の前日、チャーリーを勝たせたい持永が子分を放って正一に喧嘩を吹っかけたことで、正一は左手を負傷してしまう。
公演では、チャーリーの演奏が優位であったが、正一は右手だけでドラムスを叩きながら歌い、観客の喝采を浴びる。歌うジャズドラマーとして売れっ子になった正一は、やがて美弥子と結ばれる。英次もクラシックとジャズを融合した現代音楽の作曲家・指揮者として芽が出始め、ラジオ中継による初リサイタルが決まる。
正一と美弥子が関係を持ったことを知った左京は怒り、正一に美弥子の元を去って持永の事務所に移籍するよう迫ると同時に、英次のデビューへの妨害工作をも示唆する。正一は止むなく美弥子に別れを告げ、母・貞代の住むアパートに立ち寄る。正一の素行に愛想を尽かし、また音楽を認めない貞代は、英次がアパートの大家の娘・島みどりと婚約したことを告げ、「お前はみんなの幸せを壊すことしかできない」と詰って正一を追い返す。行き場を失った正一は、持永の愛人であるダンサーのメリー・丘の元に身を寄せる。ふたたび持永の怒りを買った正一は、子分たちに右手をつぶされ、ドラマーとして完全に再起不能となる。そこには持永と結託した左京の姿もあった。やがて正一は入院先の病院から行方をくらます。
英次のオーケストラのリサイタルの日、正一は行きつけのバーでラジオから流れる英次の曲を聞いていた。美弥子は正一には歌手としての再起の可能性があると信じ、貞代もまた弟を救うために自らの才能を犠牲にした正一の本心を思い知る。二人は正一を探し当て、母子はようやく和解するのだった。

### キャスト（1957年版）
- 福島美弥子：北原三枝
- 国分正一：石原裕次郎

- 国分英次：青山恭二
- 島みどり：芦川いづみ
- メリー・丘：白木マリ
- 福島慎介：岡田眞澄
- 左京徹：金子信雄

- チャーリー・桜田：笈田敏夫
- 国分貞代：小夜福子
- 福島愛子（美弥子・慎介の母）：高野由美
- 大熊教授：汐見洋
- 持永：安部徹

- 種田（持永の手下）：冬木京三
- 有馬時子（慎介の婚約者）：天路圭子
- 健（持永の手下）：高品格
- 島善三（アパートの大家、みどりの父）：山田禅二
- マネージャー滝：三島謙
- バーテン矢野：山田周平

- 持永の手下：峰三平
- 留置場の警官：紀原耕（のちの紀原土耕）
- 持永の手下：八代康二
- 吉田：柳瀬志郎
- 持永の手下：光沢でんすけ（のちの光でんすけ）、榎木兵衛
- 凡太郎：小柴隆（のちの小柴尋詩）
- 深江章喜
- 留置場のオカマ：高野誠二郎

- 持永の手下：近江大介
- ボーイ：阪井一郎（のちの阪井幸一朗）
- バーテン：寺尾克彦
- 長谷：二階堂郁夫
- 留置場の男：柴田新（のちの柴田新三）
- フロアマネージャー：東郷秀美
- 木村：林茂朗
- 通訳：川村昌之
- 留置場で正一を起こす男：衣笠一夫（のちの衣笠真寿雄）

- ホステス：竹内洋子
- 銀座の花売り娘：清水マリ子（のちの清水まゆみ）
- 福島邸の使用人：早川十志子（のちの早川由記）、三沢孝子
- 原：荒木良平
- ハロルド・スナイダー（文化財団の代表）：ジョージ・A・ファーネス
- ハムザ・ムルリン
- アナウンサー：阿井喬子（NTV）

- 留置場の男：フランキー堺（ノンクレジット）[2]
- 渡辺晋とシックスジョーズ
- 白木秀雄とクインテット
- 歌手：平尾昌章
- 日活ファミリークラブダンシングチーム

### スタッフ（1957年版）
- 監督：井上梅次
- 製作：児井英生
- 原作：井上梅次（『小説サロン』所載）
- 脚本：井上梅次、西島大
- 撮影：岩佐一泉
- 照明：藤林甲
- 録音：福島信雅
- 美術：中村公彦
- 音楽：大森盛太郎
- 編集：鈴木晄
- 助監督：前田満州夫
- 現像：東洋現像所
- 製作主任：森山幸晴
- 振付：結城敬二
- ショウ構成：和田肇
- 主題歌：石原裕次郎「嵐を呼ぶ男」

### 製作（1957年版）
- 北原三枝演じるヒロインのモデルは、当時女性マネージャーの嚆矢として注目を集めていた渡辺美佐である。
- 「歌手」役の平尾昌章（平尾昌晃）は冒頭でロカビリーを歌っている。
- 石原のドラムス演奏シーンにおける演奏音の「アテレコ」は白木秀雄が行っている。映画のラストを飾るオーケストラの演奏シーンには白木自身が登場する。
  - 主題歌シングル盤の伴奏も白木らにより編成された「白木秀雄とオールスターズ」の演奏である[3]。
- 主題歌の途中に出てくる台詞が、劇中のものとレコード版では若干の違いがある。
  - 劇中では「この野郎、かかって来い! 最初はジャブだ、左アッパーだ、右フックだ! ちきしょうやりやがったな、倍にして返すぜ! チンだ、ボディだ、ボディだ、チンだ! えーい面倒だ、これでノックアウトだ!あれあれ、のびちゃった!」。
  - レコード版では「この野郎、かかって来い! 最初はジャブだ、ほら右パンチ、おっと左アッパー、ちきしょうやりやがったな、倍にして返すぜ! フックだ、ボディだ、ボディだ、チンだ! えーい面倒だ、これでノックアウトだ!」。

### 評価（1957年版）
- 観客動員数は約594万人。

### その他（1957年版）
- 2004年にテレビ朝日で放送されたドラマ『弟』において、本作のドラム合戦がセリフやBGMも同じに再現されている。国分を演じる石原裕次郎役を徳重聡が、チャーリーを演じる笈田敏夫役を中山秀征が演じた。